# Saarländische Investitionskreditbank
Die Saarländische Investitionskreditbank AG – Förderbank (SIKB) ist das Landesförderinstitut im Bundesland Saarland mit Sitz in Saarbrücken. Die SIKB wird in der Rechtsform der Aktiengesellschaft geführt.
Die Anteilseigner der SIKB sind neben dem Bundesland Saarland mit rund 51 % der Anteile insbesondere Banken und Sparkassen mit Geschäftstätigkeit im Saarland.

## Kennzahlen
- Bilanzsumme[2]:	2.005 Mio. € (Stand: 31. Dezember 2021)
- Mitarbeiter:		70 (Stand: 31. Dezember 2022)
- Sitz:			Saarbrücken

## Aufgaben der SIKB
Die SIKB als Förderbank/Landesförderinstitut im Saarland unterstützt im Rahmen des staatlichen Förderauftrags Finanzierungsvorhaben im Land mit Krediten, Bürgschaften und Beteiligungen. Sie  unterstützt insbesondere Vorhaben gewerblicher Unternehmen sowie Maßnahmen zur Verbesserung und Stärkung der Wirtschafts-, Verkehrs- und Umweltstruktur. Dazu kommen Finanzierungen im Bereich des Wohnungsbaus von Privatpersonen.

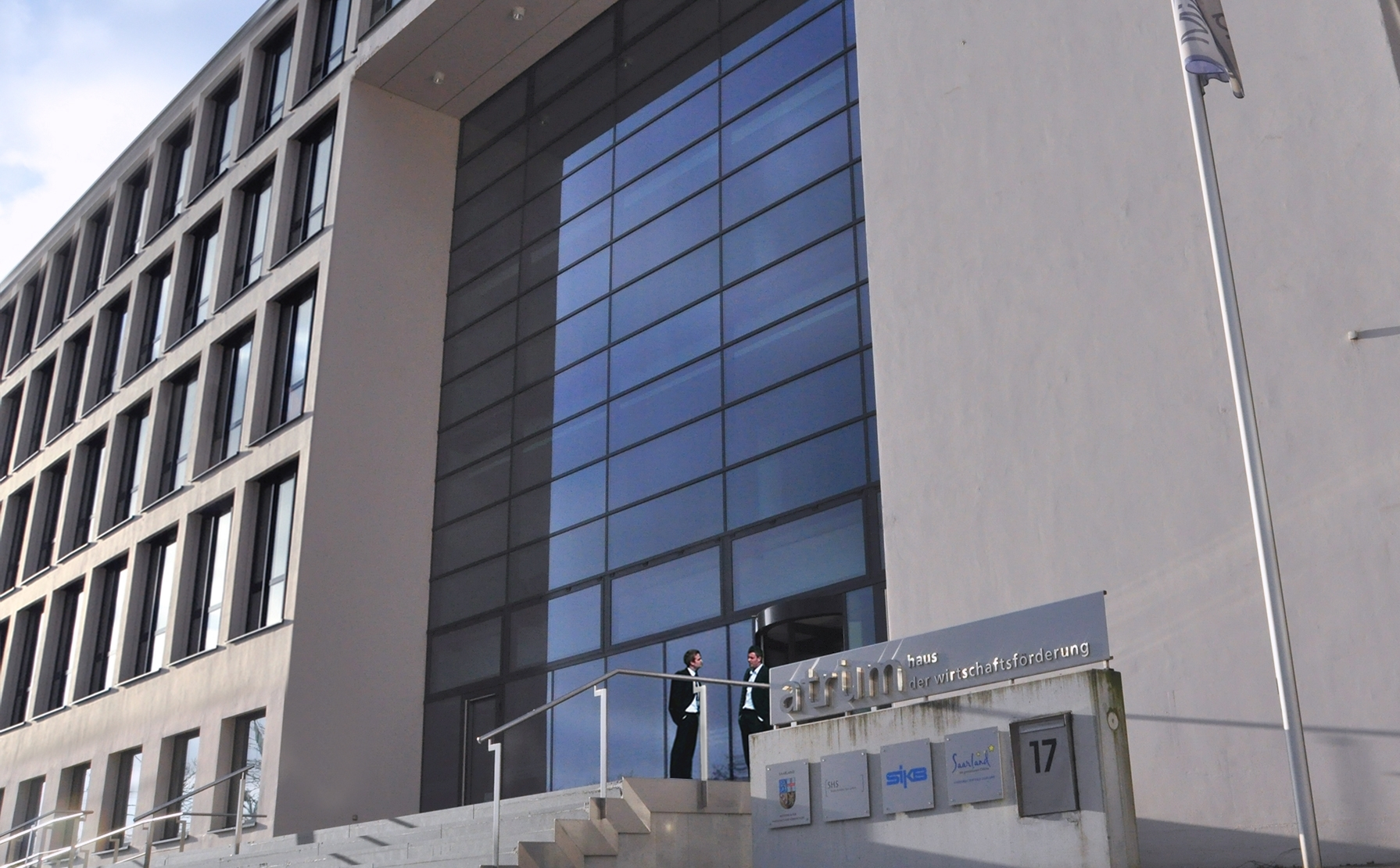
ATRIUM – Haus der Wirtschaftsförderung

## Partnerunternehmen
- BBS/Bürgschaftsbank Saarland GmbH
- KBG/Saarländische Kapitalbeteiligungsgesellschaft mbH
- MI/MI Mittelstands-Invest GmbH
- Saar Invest GmbH
- Sparkassen/SIKB-Beteiligungsgesellschaft mbH
- SWG/Saarländische Wagnisfinanzierungsgesellschaft mbH

## Zielgruppen
Zu den Zielgruppen der SIKB gehören Existenzgründer, Freiberufler, Unternehmen jeder Größe, sowie Privatkunden im Bereich der Wohnungsbaufinanzierung.